# Constitución de la República Socialista Soviética de Moldavia (1941)
La Constitución de la República Socialista Soviética Moldava (1941) fue la ley fundamental de la RSS de Moldavia adoptada en 1941.

## Historia
La Constitución de 1941 fue adoptada poco después de las elecciones de Moldavia de 1940. La Constitución fue adoptada en la primera sesión del Sóviet Supremo de la RSS de Moldavia, el 12 de enero de 1941. Se basaba en los principios y disposiciones de la Constitución soviética de 1936.
Los diputados moldavos representaron el 56% del número total de representantes, aunque la pertenencia étnica constituyó el 65% de la población de la república.
La Constitución fue reemplazada por una nueva en 1978.